# Victor Anoul
Victor Prosper Ernest Anoul (Brussel, 15 februari 1792 - Sint-Gillis, 6 september 1862) was een Belgisch liberaal minister.

## Levensloop
Anoul begon als jonge man een militaire carrière in het Franse leger. Na 1814 trad hij toe tot het Nederlandse leger en vocht met de geallieerden tegen de weergekeerde Napoleon. In Waterloo werd hij verwond.
In 1830 koos hij de zijde van de Belgische Revolutie en werd op 28 oktober 1830 benoemd tot plaatscommandant in Brussel. Van 1842 tot 1847 was hij commandant van de rijkswacht.
Hij werd tot luitenant-generaal benoemd en werd vleugeladjudant van de koning en gouverneur van de koninklijke residentie. Hij was als extraparlementair minister van oorlog van 13 juni 1851 tot 30 maart 1855 in de liberale regeringen-Rogier en -de Brouckère.
In Elsene is de Anoulstraat naar hem genoemd.